# Nullzeit
Die Nullzeit ist bei einem Tauchgang mit einem Drucklufttauchgerät die durch die Dekompressionstabelle vorgegebene Zeitspanne, in der man ohne Dekompressionsstopp (Verharren für eine bestimmte Zeit in einer bestimmten Tiefe) an die Wasseroberfläche zurückkehren kann. Alle Tauchorganisationen empfehlen jedoch selbst bei Durchführung eines Nullzeittauchgangs die Einhaltung eines Sicherheitsstopps von drei Minuten in einer Tiefe von fünf Metern.
Beim Gerätetauchen befindet sich in der Tauchflasche komprimierte Luft (78,07 % Stickstoff, 20,96 % Sauerstoff, 0,93 % Argon, 0,04 % Kohlendioxid) oder ein anderes Atemgas-Gemisch, wie z. B. Nitrox. Der Stickstoff im Atemgas-Gemisch wird während des Tauchgangs von Gewebe und Blut des Tauchers aufgenommen und geht in Lösung in der Körperflüssigkeit. Je größer die Tauchtiefe und damit der Umgebungsdruck, und je länger die Einwirkungszeit ist, desto mehr Stickstoff kann sich im Körpergewebe lösen. Beim zu schnellen Wiederauftauchen und dem sich dabei verringernden Umgebungsdruck kann der gelöste Stickstoff ausperlen und im Körper Gasblasen bilden. Um ohne die Gefahr einer lebensbedrohlichen Taucherkrankheit wieder an die Oberfläche auftauchen zu können, darf die Konzentration des in Blut und Gewebe gelösten Stickstoffs einen bestimmten Grenzwert nicht überschreiten. Die Nullzeit ist die Zeitspanne, bis dieser Wert erreicht ist.
Je tiefer man taucht, desto kürzer ist die Nullzeit. Abhängig vom Atemgas-Gemisch und der verwendeten Dekompressionstabelle, erreicht der Taucher die Nullzeit in einer bestimmten Tiefe früher oder später. Hält sich ein Taucher nach dem Überschreiten der Nullzeit noch länger in derselben Tiefe oder darunter auf, so beginnt die Dekompressionszeit zu laufen. Die Dekompressionszeit gibt an, wie lange ein Taucher während des Auftauchens Dekompressionsstopps einhalten sollte, welche genau geplant werden müssen, damit der Luftvorrat ausreicht. Gegebenenfalls sind zusätzliche Atemgasquellen dafür bereitzustellen, welche ein sicheres Auftauchen inklusive der Dekompressionsstops gewährleisten.
Eine Verlängerung der Nullzeit kann man durch die Verwendung von Atemgas-Gemischen mit reduziertem Stickstoff-Anteil (z. B. Nitrox) erreichen.